# Rzejowice
Rzejowice – wieś w Polsce położona w województwie łódzkim, w powiecie radomszczańskim, w gminie Kodrąb. W Rzejowicach swoje źródło ma rzeka Luciąża.
Rzejowice były wsią arcybiskupstwa gnieźnieńskiego w powiecie radomszczańskim województwa sieradzkiego w końcu XVI wieku. W latach 1975–1998 miejscowość administracyjnie należała do województwa piotrkowskiego.
W Rzejowicach urodzili się: generał Mieczysław Norwid-Neugebauer oraz generał brygady (kapitan podczas wojny) Stanisław Sojczyński pseudonim „Warszyc”, żołnierz Wojska Polskiego II RP i Armii Krajowej, organizator i dowódca Konspiracyjnego Wojska Polskiego, po II wojnie światowej aresztowany przez UBP i zamordowany.
W Rzejowicach istnieje Publiczna Szkoła Podstawowa, parafialny kościół pod wezwaniem Wszystkich Świętych oraz jednostka Ochotniczej Straży Pożarnej założona w 1918 roku.

## Zabytki
Według rejestru zabytków Narodowego Instytutu Dziedzictwa na listę zabytków wpisane są obiekty:
- kościół parafialny pw. Wszystkich Świętych, drewniany, pocz. XVIII w., nr rej.: 224-X-34 z 29.03.1949 oraz 238 z 27.12.1967,
- dzwonnica, 1 poł. XIX w., nr rej.: 748 z 27.12.1967.